# Cascades Tully
Les cascades Tully són unes cascades del riu Tully que es troben als Tròpics humits de Queensland (declarats Patrimoni de la Humanitat per la UNESCO), a la regió del Far North de Queensland, Austràlia.
És la frontera oriental del territori del poble Dyirbal.

## Localització i característiques
Des de l'altiplà Atherton, a una altitud aproximada de 698 m sobre el nivell del mar, l'aigua descendeix entre 180 i 210 m en el Parc Nacional de Tully Gorge, a prop de la ciutat de Ravenshoe. L'accés a les cataractes es fa a través d'un camí de forta pendent d'1,6 km.
La major part de l'aigua que fluïa cap a les cascades s'ha desviat cap a la central hidroelèctrica de Kareeya Hydro i emmagatzemada per la presa de Koombooloomba. Com a resultat, l'aigua només cau per les cascades durant una gran estació humida.